# De wilde jacht
De wilde jacht is het 37ste stripverhaal uit de reeks van De Rode Ridder. Het is geschreven door Willy Vandersteen en getekend door Karel Biddeloo. De eerste albumuitgave was in 1968.

## Het verhaal
Tijdens een zwerftocht gaat Johan de strijd aan met een reusachtig everzwijn. Deze ontmoeting wordt de Rode Ridder bijna fataal maar hij krijgt onverwachte hulp van een knaap die even snel verdwijnt als dat hij was verschenen. Wanneer Baldwin, een woudopzichter, een oude vrouw wil afranselen omdat zij kreupelhout uit het bos 'steelt', neemt Johan het voor haar op en laat Baldwin en zijn kompaan in het zand bijten. De burchtvrouw, Rosane, komt tussenbeide en nodigt Johan uit op haar slot, de Elfenburcht.
Johan vertelt haar over zijn ontmoeting met wat in de streek de schim wordt genoemd. Johan begint een zoektocht naar de jongen maar dat is niet naar de zin van Rosane. Hij krijgt evenwel nuttige informatie van Kate, een dienstmeid. Volgens haar weet Jensen, een kolenbrander, meer over de schim maar is op mysterieuze wijze verdwenen. Het onderzoek van de hut levert weinig op maar op de terugweg worden Johan en Rosane aangevallen door rovers. Eens deze verslagen wegvluchten komt Baldwin met zijn mannen ter plaatse om een jacht te organiseren op de schim.
De jacht mislukt echter maar Johan merkt dat er meer aan de hand is dan gewoon een verwilderde jongen in het bos. Johan vindt, met hulp van de schim, Jensen terug maar wordt op zijn beurt gevangengenomen door Baldwin en Rosane die er alleen op uit zijn de schim uit de weg te ruimen. Johan wordt overgebracht naar de burcht maar Jensen blijft in de hut waar hij gevangen gehouden werd. De schim slaagt er echter in Jensen te bevrijden. Ondertussen schallen de horens die de jacht voor open verklaren. De schim weet echter te ontsnappen en schakelt daarbij nog enkele jagers uit. Hij en Jensen trekken zich terug in een grot om de tegenstand het hoofd te bieden. Dit lukt lange tijd maar uiteindelijk worden zij gevangengenomen. Johan is echter ontsnapt en kan de balans doen omkantelen in zijn voordeel. Rosane probeert te ontkomen maar stort te pletter in een ravijn.
De schim, die de eigenlijke burchtheer blijkt te zijn, kan nu eindelijk zijn rechtmatige plaats innemen.